# Lunar Gateway
Lunar Gateway (gọi đơn giản là Gateway) là một tổ hợp công trình quốc tế được đặt ở bên trong quỹ đạo nguyệt tâm. Gateway đóng vai trò như là một trung tâm liên lạc phần lớn chạy bằng năng lượng Mặt Trời. Ngoài ra, Gateway chứa nhiều phòng thí nghiệm khoa học và các mô-đun cư trú ngắn hạn dành cho phi hành gia của chính phủ, trạm cũng chứa nhiều những chiếc xe tự hành và các con rô-bốt không gian khác. Là một dự án hợp tác đa quốc gia có sự tham gia của bốn cơ quan hàng đầu từ Trạm Vũ trụ ISS bao gồm: NASA, Cơ quan Vũ trụ châu Âu (ESA), Cơ quan vũ trụ Nhật Bản (JAXA) và Cơ quan Vũ trụ Canada (CSA). Gateway dự kiến sẽ là trạm không gian đầu tiên được đặt ở bên ngoài quỹ đạo tầng thấp của Trái Đất và cũng là trạm vũ trụ đầu tiên quay quanh Mặt Trăng.
Trước đây được gọi là dự án Deep Space Gateway (DSG) vào năm 2012, sau đó đã được đổi tên thành Lunar Orbital Platform-Gateway (LOP-G) trong một đề xuất vào năm 2018 của NASA để nói về ngân sách của liên bang Hoa Kỳ trong năm 2019. Khi ngân sách của NASA được ký kết thành luật vào ngày 15 tháng 2 cùng năm, Quốc hội Hoa Kỳ sau đó cũng đã cam kết cho các nghiên cứu sơ bộ với số tiền lên đến 450 triệu đô la.
Gateway là một trung tâm nghiên cứu của nhiều ngành khoa học đa dạng bao gồm khoa học hành tinh, vật lý thiên văn, quan sát Trái Đất, vật lý tiền Nhật, sinh học vũ trụ cơ bản và sức khoẻ con người. Việc lắp ráp cho trạm dự kiến sẽ bắt đầu vào những năm thập niên 2020. Đội Điều phối Khám phá và Không gian Quốc tế (ISECG) cùng với 14 cơ quan vũ trụ khác bao gồm cả NASA đã cùng kết luận rằng, các hệ thống của Gateway sẽ là một phương pháp quan trọng để mở rộng cho sự hiện diện của con người lên Mặt Trăng, Sao Hỏa và xa hơn nữa trong Hệ Mặt Trời.
Gateway cũng đóng một vai trò quan trọng trong chương trình Artemis của NASA vào năm 2024 và những năm sau đó. Mặc dù dự án đã được đứng đầu bởi NASA, nhưng Gateway cũng được phát triển, lắp ráp, bảo dưỡng và được sử dụng cùng với sự hợp tác của nhiều cơ quan khác nhau như CSA, ESA, JAXA và các đối tác thương mại. Gateway đóng vai trò như là một trung tâm tổ chức các hoạt động thám hiểm bằng robot và phi hành đoàn tại vùng cực nam của Mặt Trăng và cũng là địa điểm được đề xuất cho khái niệm Phương tiện Không gian sâu của NASA để chuyên chở lên sao Hỏa.

## Lịch sử

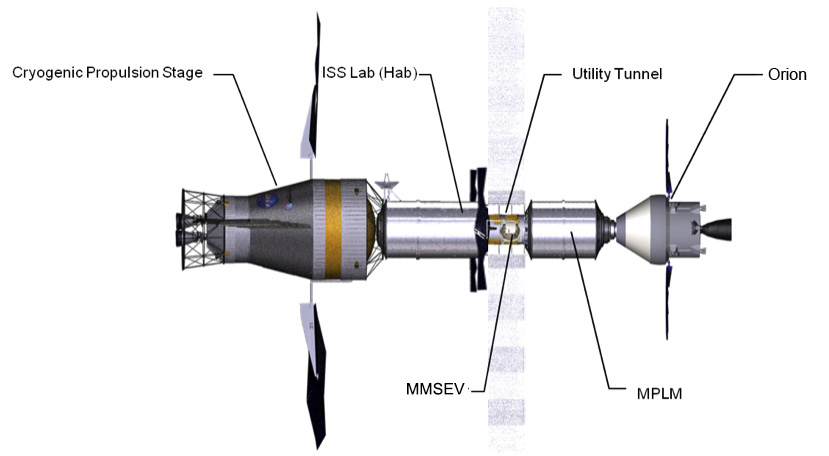
Bản phác thảo năm 2012 về Môi trường Không gian sâu. Bao gồm có tầng đẩy CPS, mô-đun môi trường sống có nguồn gốc từ ISS và MPLM.

Có một ý tưởng trước đó đã được NASA đề xuất vào năm 2012, ý tưởng nói về một cấu trúc tổ hợp được đặt ở khu vực giữa Trái Đất và Mặt Trăng (không gian cislunar) và cấu trúc đó được đặt tên là Môi trường Không gian sâu. Trong chương trình NextSTEP được khởi xướng vào năm 2015, ý tưởng đó đã nhanh chóng nhận được nguồn tài trợ rất lớn giúp cho NASA có thể nghiên cứu các yêu cầu và nguyên tắc của không gian sâu trong môi trường sống. Vào tháng 2 năm 2018, những nghiên cứu của NextSTEP và các đối tác ISS đã khẳng định sẽ có thể định hướng các năng lực cần thiết cho mô-đun cư trú từ Gateway. Những quang năng từ Bộ phận Năng lượng và Lực đẩy (PPE) của Gateway ban đầu đã từng là một phần trong kế hoạch bị huỷ bỏ tên là nhiệm vụ điều hướng tiểu hành tinh. Vào ngày 7 tháng 11 năm 2017, NASA đã yêu cầu sự trợ giúp từ cộng đồng khoa học toàn cầu để nêu các ý tưởng của họ cho những nghiên cứu lý thuyết có thể tận dụng được vị trí của Deep Space Gateway trong không gian cislunar. Một cuộc Hội thảo Khoa học Lý thuyết về Deep Space Gateway sau đó đã được tổ chức tại thành phố Denver, Colorado từ ngày 27 tháng 2 đến ngày 1 tháng 3 năm 2018. Cuộc hội thảo đã kéo dài ba ngày với tổng cộng 196 bài thuyết trình đã được đưa ra cho các nghiên cứu khoa học khả thi để có thể được nâng cao thông qua việc sử dụng Gateway.

### Tham gia
Vào ngày 27 tháng 9 năm 2017, một tuyên bố không chính thức liên quan đến việc NASA đã hợp tác với Roscosmos để hoàn thành dự án Gateway. Tuy nhiên, vào tháng 10 năm 2020, Dmitry Rogozin, tổng giám đốc của cơ quan Roscosmos đã khẳng định lại rằng, dự án này chỉ nhằm để lấy cớ “Hoa Kỳ làm trung tâm” để cho Roscosmos tham gia. Đến tháng 1 năm 2021, Roscosmos đã thông báo rằng họ sẽ ngừng tham gia dự án.
Vào tháng 5 năm 2020, cả ba cơ quan hàng đầu bao gồm Cơ quan Vũ trụ Canada (CSA), Cơ quan Vũ trụ Châu Âu (ESA) và Cơ quan vũ trụ Nhật Bản (JAXA) đều đã lên kế hoạch sẽ tham gia vào dự án Gateway. Họ công bố sẽ đóng góp một phần vào công việc chế tạo robot, nhiên liệu và phần cứng liên lạc. Ngoài ra, họ cũng sẽ tạo ra nơi cư trú và năng suất nghiên cứu. Các bộ phận quốc tế sau đó dự định sẽ phóng lần lượt sau khi bộ phận PPE và HALO ban đầu của NASA được đưa vào quỹ đạo Mặt Trăng.

### Nghiên cứu
Trong khoảng thời gian từ tháng 7 cho đến đầu tháng 11 năm 2017. NASA đã thực hiện khoảng năm lần nghiên cứu về cách để phát triển Bộ phận Năng lượng và Lực đẩy (PPE) một cách hợp lý nhất bằng cách tận dụng nhiều bản kế hoạch có giá ngân sách kết hợp 2,4 triệu đô la Mỹ từ các công ty tư nhân. Nhiều tập đoàn thương hiệu nổi tiếng như Boeing, Lockheed Martin, Orbital ATK, Sierra Nevada và Space Systems đã tham gia công việc nghiên cứu PPE. Quyết định này đã đươc phán định cho chương trình NextSTEP-2 diễn ra vào năm 2016 nhằm để thuận tiện cho công việc nghiên cứu và tạo ra các mốc nguyên mẫu từ những mô-đun môi trường sống có thể được sử dụng trên Gateway và các phương tiện thương mại khác. Gateway cũng có thể được kết hợp với các bộ phận được phát triển từ NextSTEP. Bộ phận PPE sẽ phải sử dụng những bộ đẩy hiệu ứng Hall BHT-6000 của Busek khớp với công suất lên đến 6 kW và cặp bộ đẩy AEPS 12,5 kW từ NASA/Rocketdyne với tổng động cơ công suất nhỏ hơn 50 kW. Vào năm 2019, hợp đồng sản xuất cho PPE đã được trao cho công ty Maxar Technologies. Sau thời gian gần một năm chứng minh, NASA sau đó đã "thực hiện một lựa chọn hợp đồng để giành quyền kiểm soát cho con tàu vũ trụ". Thời gian phục vụ dự kiến của con tàu là 15 năm.
Vào năm 2018, NASA đã khởi xướng một cuộc thi mang tên là Học viện Liên hợp Những khái niệm về Hệ thống Hàng không Vũ trụ mang tính Cách mạng (gọi tắt là RASC-AL). Cuộc thi này dành riêng cho những trường đại học với mục đích là nhằm để phát triển các khái niệm và năng lực cho trạm Gateway. Trong cuộc thi, những đối thủ cạnh tranh sẽ được yêu cầu phải sử dụng các cấu tạo ban đầu và phân tích tại một trong bốn lĩnh vực; “Khai thác và Vận hành Gateway Không người lái”, “Nền tảng Tiếp cập Bề mặt Mặt Trăng của Con người từ Gateway”, “Nền tảng của Khoa học như Hậu cần Gateway” và “Kế hoạch Tàu kéo Cislunar Căn cứ Gateway”. Các nhóm sinh viên đại học và sinh viên tốt nghiệp sau đó đã được yêu cầu phải gửi câu trả lời giải quyết một trong bốn chủ đề này trước ngày 17 tháng 1 năm 2019. Sau đó, NASA đã chọn 20 nhóm đầu tiên để tiếp tục phát triển các quan niệm được đề xuất. 14 nhóm trong số đó đã từng trực tiếp trình bày về dự án của họ vào tháng 6 năm 2019 tại Diễn đàn RASC-AL tổ chức ở Cocoa Beach, Florida. Bài thuyết trình sau đó đã nhận được một khoản trợ cấp trị giá 6,000 đô la Mỹ để tham gia diễn đàn. Sau cùng, dự án “Thám hiểm Mặt Trăng và Tiếp cận Địa cực” của nhóm sinh viên từ trường Đại học Puerto Rico at Mayagüez đã giành được chiến thắng.
Vào tháng 11 năm 2019, NASA đã công bố tên gọi và biểu trưng chính thức của trạm vũ trụ. Họ giải thích rằng, tên gọi và biểu trưng của trạm có liên quan đến biểu tượng biên giới của Hoa Kỳ là vòm cong Gateway Arch nằm ở thành phố St. Louis.

## Hoạt động

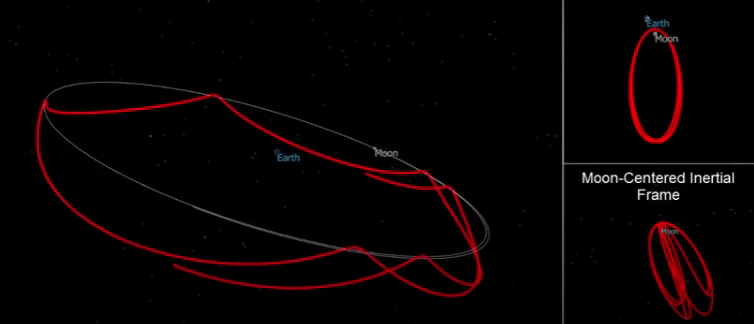
Quỹ đạo quầng thẳng gần (NRHO) trong không gian cislunar, được minh họa bằng phần mềm FreeFlyer.

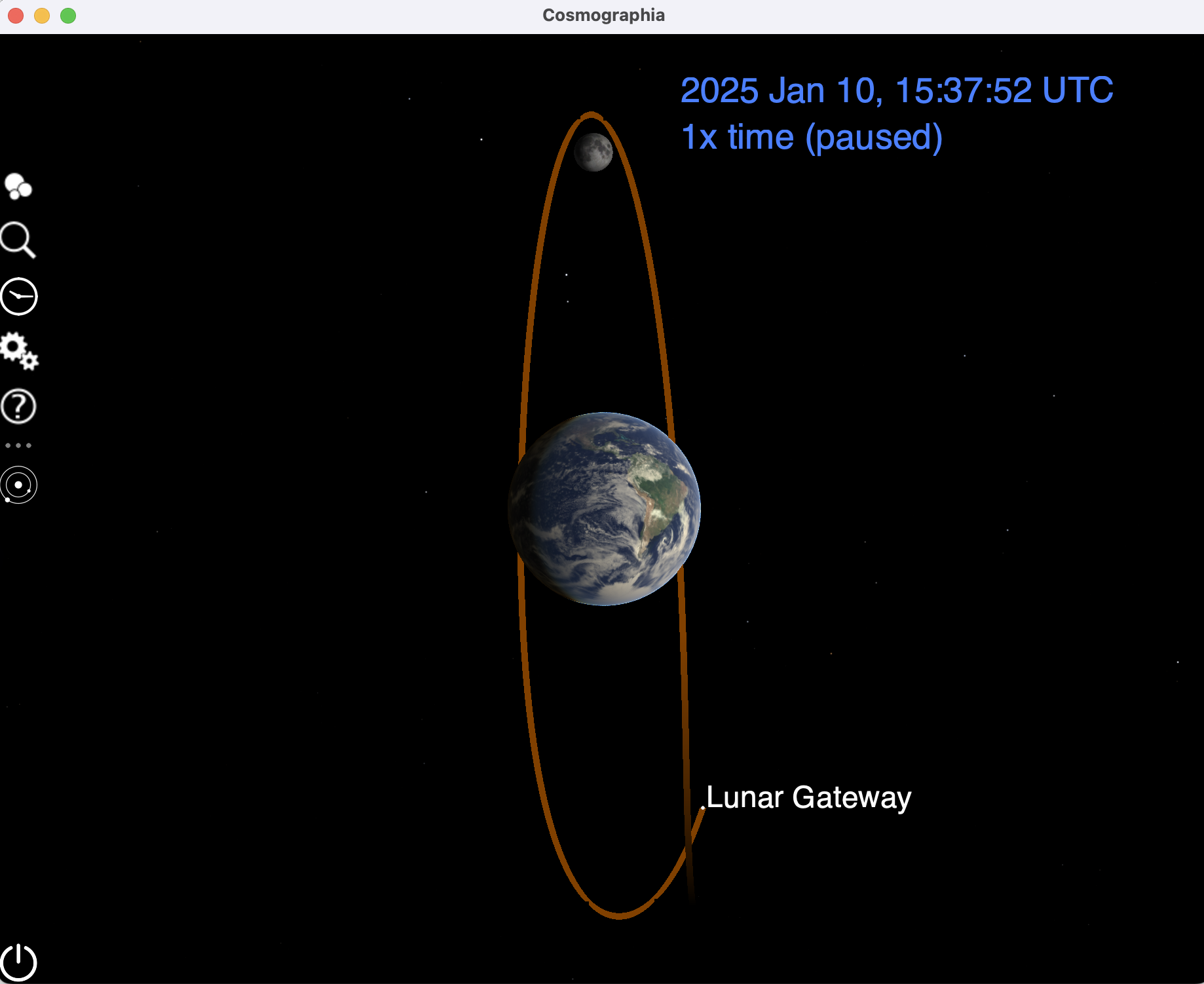
Quỹ đạo của Lunar Gateway. Bản đồ quỹ đạo trong bảy ngày đầu tiên. Nhìn cố định trên Mặt Trăng và Trái Đất.

Gateway dự kiến sẽ được phóng theo quỹ đạo hình elip cao và đi theo Mặt Trăng theo quỹ đạo quầng thẳng gần (NRHO). Thời gian để đưa con tàu lên Mặt Trăng kéo dài khoảng bảy ngày và tiếp cận với bề mặt cực bắc của Mặt Trăng trong khoảng cách gần nhất là 1.500 km (930 mi) và 70.000 km (43.000 mi) trong khoảng cách xa nhất trên cực nam của Mặt Trăng. Việc trạm vũ trụ đi theo không gian cislunar (quỹ đạo Mặt Trăng) nhằm để mở rộng những kiến thức và các kinh nghiệm tất yếu, từ đó có thể vượt ra xa Mặt Trăng và tiến vào không gian sâu thẳm. Quỹ đạo NRHO sẽ cho phép Gateway có thể đi thám hiểm Mặt Trăng theo quỹ đạo cực thấp nhất với xung lượng khoảng 730 m/s Δv và mất nửa ngày để có thể quá cảnh. Trong trường hợp trạm quỹ đạo cố định thì sẽ yêu cầu xung lượng ít hơn 10 m/s Δv mỗi năm. Nếu xung lực Δv bị tiêu hao ở mức tương đối nhỏ thì độ nghiêng quỹ đạo của con tàu sẽ có thể bị thay đổi và cho phép con tàu có thể tiếp cận với hầu hết bề mặt Mặt Trăng. Trạm vũ trụ sau khi phóng từ Trái Đất sẽ thực hiện một chuyến bay ngang qua Mặt Trăng với xung lực khoảng Δv ≈ 240 m/s rồi sau cùng là đến (Δv ≈ 180 m/s) quỹ đạo NRHO được chèn thêm để cập âu đến Gateway sau khi con tàu tiếp cận củng điểm trên quỹ đạo của trạm vũ trụ. Tổng thời gian di chuyển của con tàu là 5 ngày, tương tự vói thời gian quay trở lại Trái Đất. Ngoài ra, hệ thống sẽ yêu cầu thêm động lượng Δv nếu con tàu phải dành tối đa 11 ngày tại Gateway. Đối với các nhiệm vụ phi hành đoàn sẽ kéo dài lên đến 21 ngày và với động lượng Δv ≈ 840 m/s là xung lượng giới hạn bởi nhiều chức năng của các hệ thống tầng đẩy và hỗ trợ sự sống cho Orion.
Một trong những lợi ích của NRHO là nó có thể giảm số lượng mất liên lạc với Trái Đất xuống mức tổi thiểu.
Gateway được dự kiến sẽ trở thành trạm vũ trụ đa mô-đun đầu tiên được định mức bởi con người và có thể hoạt động tự chủ trong những năm đầu tiên ngoài không gian. Ngoài ra, Gateway cũng sẽ trở thành trạm không gian sâu đầu tiên được đặt ở khu vực cách xa quỹ đạo tầm thấp của Trái Đất. Với phần mềm điều hành được điều khiển tinh vi hơn tất cả các trạm vũ trụ trước đây, phần mềm này sẽ giám sát và kiểm soát toàn bộ hệ thống của con tàu. Ngoài ra, con tàu còn sở hữu một kiến trúc cao cấp được cung cấp bởi phòng thí nghiệm Khoa học người máy và Thông tin cho Chuyến bay vũ trụ có Người lái và được triển khai tại các cơ sở của NASA. Gateway cũng có thể hỗ trợ phát triển và thử nghiệm hoạt động Khai thác tài nguyên tại chỗ (ISRU) từ Mặt Trăng và các tiểu hành tinh. Hơn nữa, Gateway cũng sẽ mang đến cơ hội để tích lũy từ từ các khả năng cho nhiều nhiệm vụ phức tạp hơn trong tương lai.

## Kết cấu

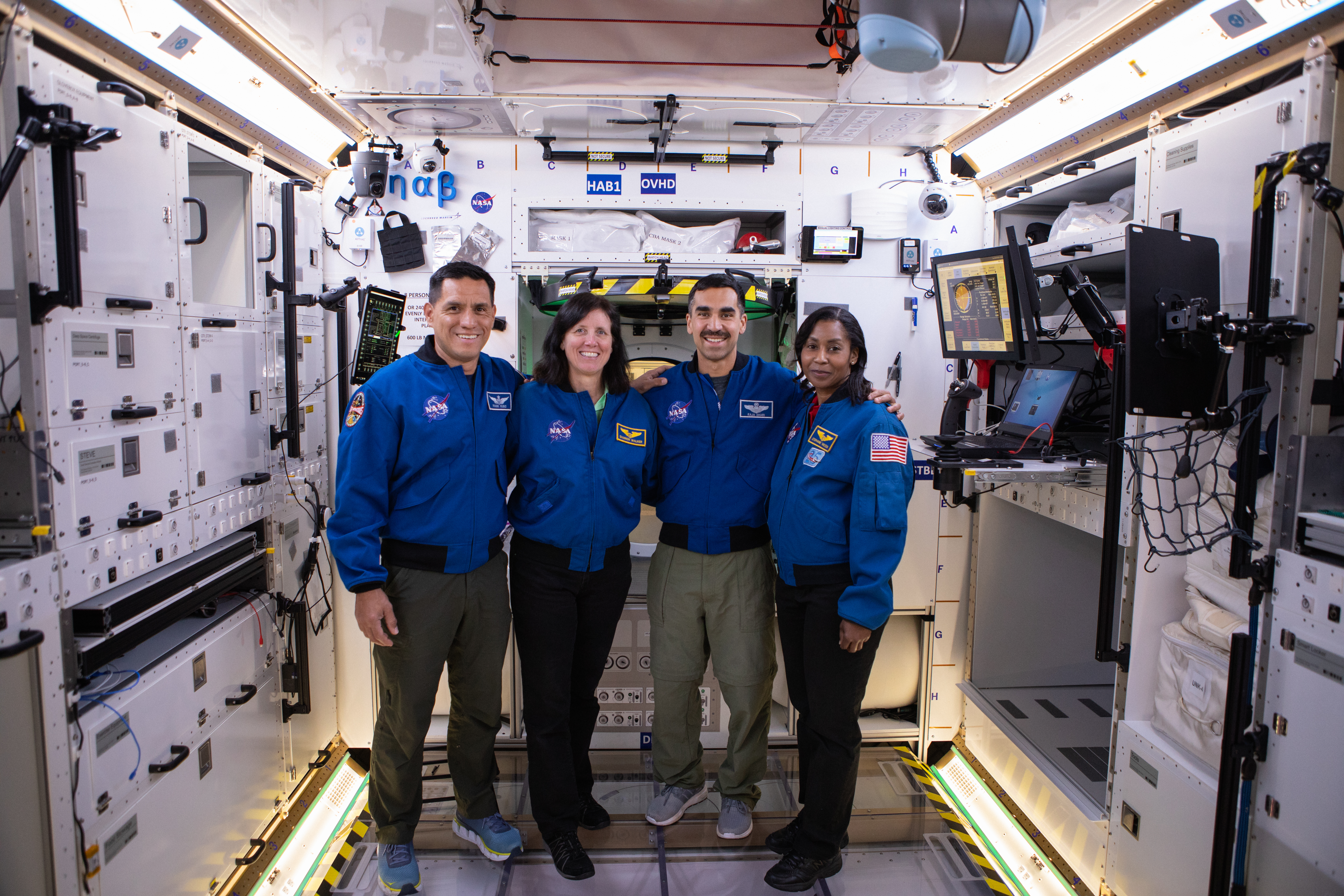
Bốn phi hành gia bên trong một mô-đun Gateway mô phỏng tại Cơ sở Chế biến Trạm Vũ trụ ở Trung tâm Vũ trụ Kennedy.

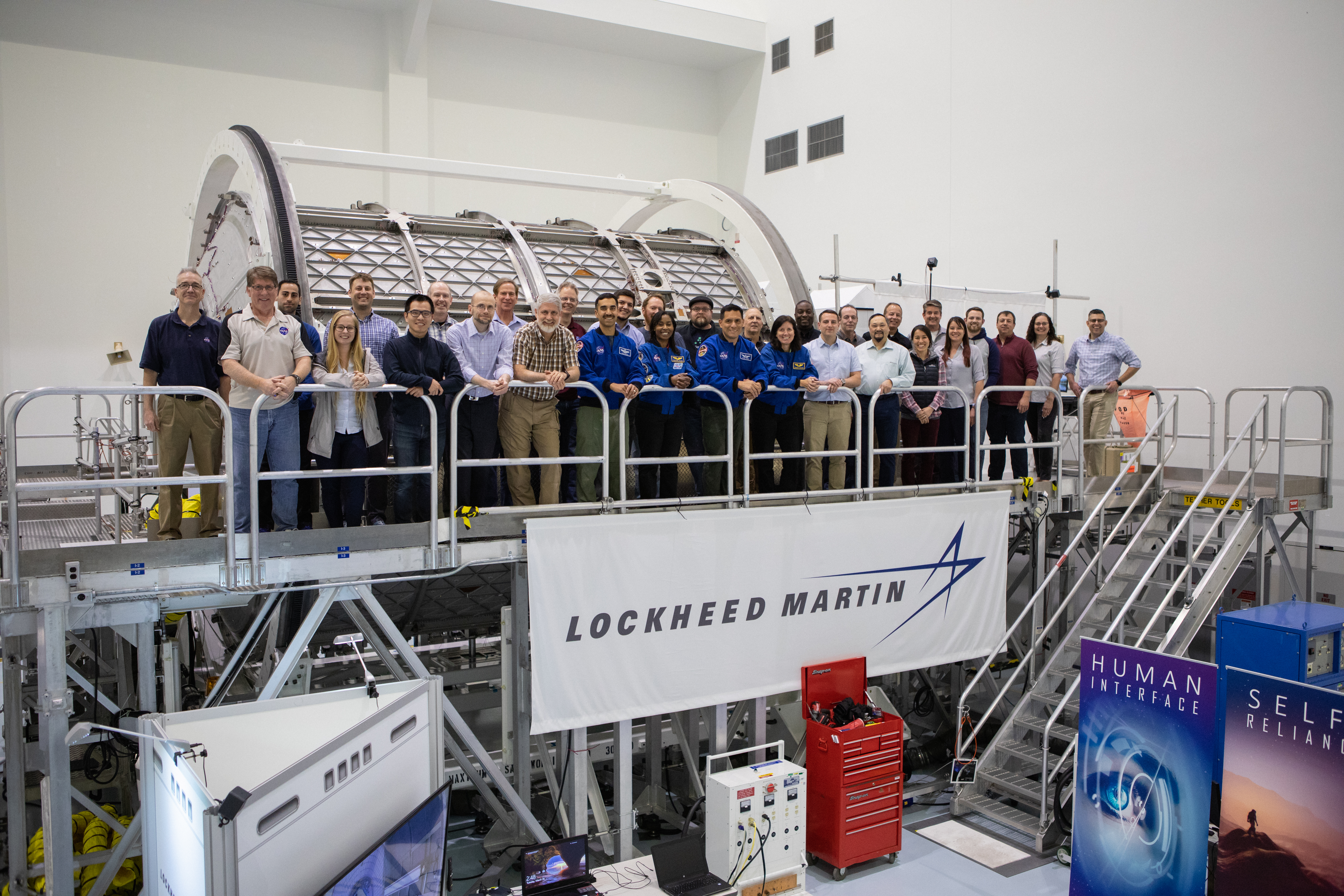
Các nhân viên của NASA và Lockheed Martin đứng trên một trong những mô hình cải tạo mô-đun Gateway bên trong SSPF.

Gateway dự kiến sẽ cho các phi hành đoàn đầu tiên đến trạm trong sứ mệnh Artemis 3 vào năm 2025. Là một trạm vũ trụ thu nhỏ và tối giản chỉ chứa hai bộ phận mô-đun: Bộ phận Năng lượng và Lực đẩy (PPE) và Tiền đồn Cư trú và Hậu cần (HALO). Cả hai mô-đun đều sẽ được lắp ghép trên Trái Đất và được phóng bằng tên lửa Falcon Heavy vào tháng 11 năm 2024. Sau khi phóng xong, dự kiến sẽ phải mất từ chín đến mười tháng để có thể đến quỹ đạo Mặt Trăng. I-Hab, một mô-đun được lắp ráp bởi hai cơ quan ESA và JAXA dự kiến sẽ được phóng trên bục SLS Block 1B dưới dạng trọng tải đồng hiển thị trên con tàu Orion của phi hành đoàn trong sứ mệnh Artemis 4. Tất cả các mô-đun đều sẽ được kết nối bằng Tiêu chuẩn hệ thống lắp ghép quốc tế.
|  |  |  |  | Mảng Năng lượng Mặt Trời | Mảng Năng lượng Mặt Trời | Mảng Năng lượng Mặt Trời | Mảng Năng lượng Mặt Trời | Mảng Năng lượng Mặt Trời | Mảng Năng lượng Mặt Trời |  |  | PPE mô-đun lực đẩy               | PPE mô-đun lực đẩy               | PPE mô-đun lực đẩy               | PPE mô-đun lực đẩy               | PPE mô-đun lực đẩy               | PPE mô-đun lực đẩy               |  |  | Mảng Năng lượng Mặt Trời                     | Mảng Năng lượng Mặt Trời                     | Mảng Năng lượng Mặt Trời                     | Mảng Năng lượng Mặt Trời                     | Mảng Năng lượng Mặt Trời                     | Mảng Năng lượng Mặt Trời                     |  |  |                             |                             |                             |                             |                             |                             |  |  |  |  |
|  |  |  |  | Mảng Năng lượng Mặt Trời | Mảng Năng lượng Mặt Trời | Mảng Năng lượng Mặt Trời | Mảng Năng lượng Mặt Trời | Mảng Năng lượng Mặt Trời | Mảng Năng lượng Mặt Trời |  |  | PPE mô-đun lực đẩy               | PPE mô-đun lực đẩy               | PPE mô-đun lực đẩy               | PPE mô-đun lực đẩy               | PPE mô-đun lực đẩy               | PPE mô-đun lực đẩy               |  |  | Mảng Năng lượng Mặt Trời                     | Mảng Năng lượng Mặt Trời                     | Mảng Năng lượng Mặt Trời                     | Mảng Năng lượng Mặt Trời                     | Mảng Năng lượng Mặt Trời                     | Mảng Năng lượng Mặt Trời                     |  |  |                             |                             |                             |                             |                             |                             |  |  |  |  |
|  |  |  |  |                          |                          |                          |                          |                          |                          |  |  |                                  |                                  |                                  |                                  |                                  |                                  |  |  |                                              |                                              |                                              |                                              |                                              |                                              |  |  |                             |                             |                             |                             |                             |                             |  |  |  |  |
|  |  |  |  |                          |                          |                          |                          |                          |                          |  |  |                                  |                                  |                                  |                                  |                                  |                                  |  |  |                                              |                                              |                                              |                                              |                                              |                                              |  |  |                             |                             |                             |                             |                             |                             |  |  |  |  |
|  |  |  |  |                          |                          |                          |                          |                          |                          |  |  |                                  |                                  |                                  |                                  | ESPRIT-HLCS viễn thông           |                                  |  |  |                                              |                                              |                                              |                                              |                                              |                                              |  |  |                             |                             |                             |                             |                             |                             |  |  |  |  |
|  |  |  |  |                          |                          |                          |                          |                          |                          |  |  |                                  |                                  |                                  |                                  |                                  |                                  |  |  |                                              |                                              |                                              |                                              |                                              |                                              |  |  |                             |                             |                             |                             |                             |                             |  |  |  |  |
|  |  |  |  | HLS cổng kết nối         | HLS cổng kết nối         | HLS cổng kết nối         | HLS cổng kết nối         | HLS cổng kết nối         | HLS cổng kết nối         |  |  | HALO hậu cần và môi trường sống  | HALO hậu cần và môi trường sống  | HALO hậu cần và môi trường sống  | HALO hậu cần và môi trường sống  | HALO hậu cần và môi trường sống  | HALO hậu cần và môi trường sống  |  |  | ESPRIT-ERM cổng quan sát và lưu trữ hàng hóa | ESPRIT-ERM cổng quan sát và lưu trữ hàng hóa | ESPRIT-ERM cổng quan sát và lưu trữ hàng hóa | ESPRIT-ERM cổng quan sát và lưu trữ hàng hóa | ESPRIT-ERM cổng quan sát và lưu trữ hàng hóa | ESPRIT-ERM cổng quan sát và lưu trữ hàng hóa |  |  | Hàng hóa kết nối vận chuyển | Hàng hóa kết nối vận chuyển | Hàng hóa kết nối vận chuyển | Hàng hóa kết nối vận chuyển | Hàng hóa kết nối vận chuyển | Hàng hóa kết nối vận chuyển |  |  |  |  |
|  |  |  |  | HLS cổng kết nối         | HLS cổng kết nối         | HLS cổng kết nối         | HLS cổng kết nối         | HLS cổng kết nối         | HLS cổng kết nối         |  |  | HALO hậu cần và môi trường sống  | HALO hậu cần và môi trường sống  | HALO hậu cần và môi trường sống  | HALO hậu cần và môi trường sống  | HALO hậu cần và môi trường sống  | HALO hậu cần và môi trường sống  |  |  | ESPRIT-ERM cổng quan sát và lưu trữ hàng hóa | ESPRIT-ERM cổng quan sát và lưu trữ hàng hóa | ESPRIT-ERM cổng quan sát và lưu trữ hàng hóa | ESPRIT-ERM cổng quan sát và lưu trữ hàng hóa | ESPRIT-ERM cổng quan sát và lưu trữ hàng hóa | ESPRIT-ERM cổng quan sát và lưu trữ hàng hóa |  |  | Hàng hóa kết nối vận chuyển | Hàng hóa kết nối vận chuyển | Hàng hóa kết nối vận chuyển | Hàng hóa kết nối vận chuyển | Hàng hóa kết nối vận chuyển | Hàng hóa kết nối vận chuyển |  |  |  |  |
|  |  |  |  |                          |                          |                          |                          |                          |                          |  |  |                                  |                                  |                                  |                                  |                                  |                                  |  |  | Lưu trữ nhiên liệu                           |                                              |                                              |                                              |                                              |                                              |  |  |                             |                             |                             |                             |                             |                             |  |  |  |  |
|  |  |  |  |                          |                          |                          |                          |                          |                          |  |  |                                  |                                  |                                  |                                  |                                  |                                  |  |  |                                              |                                              |                                              |                                              |                                              |                                              |  |  |                             |                             |                             |                             |                             |                             |  |  |  |  |
|  |  |  |  | Máy tản nhiệt            | Máy tản nhiệt            | Máy tản nhiệt            | Máy tản nhiệt            | Máy tản nhiệt            | Máy tản nhiệt            |  |  |                                  |                                  |                                  |                                  |                                  |                                  |  |  | Máy tản nhiệt                                | Máy tản nhiệt                                | Máy tản nhiệt                                | Máy tản nhiệt                                | Máy tản nhiệt                                | Máy tản nhiệt                                |  |  |                             |                             |                             |                             |                             |                             |  |  |  |  |
|  |  |  |  | Máy tản nhiệt            | Máy tản nhiệt            | Máy tản nhiệt            | Máy tản nhiệt            | Máy tản nhiệt            | Máy tản nhiệt            |  |  |                                  |                                  |                                  |                                  |                                  |                                  |  |  | Máy tản nhiệt                                | Máy tản nhiệt                                | Máy tản nhiệt                                | Máy tản nhiệt                                | Máy tản nhiệt                                | Máy tản nhiệt                                |  |  |                             |                             |                             |                             |                             |                             |  |  |  |  |
|  |  |  |  |                          |                          |                          |                          |                          |                          |  |  |                                  |                                  |                                  |                                  |                                  |                                  |  |  |                                              |                                              |                                              |                                              |                                              |                                              |  |  |                             |                             |                             |                             |                             |                             |  |  |  |  |
|  |  |  |  | Cổng kết nối             | Cổng kết nối             | Cổng kết nối             | Cổng kết nối             | Cổng kết nối             | Cổng kết nối             |  |  | I-HAB hậu cần và môi trường sống | I-HAB hậu cần và môi trường sống | I-HAB hậu cần và môi trường sống | I-HAB hậu cần và môi trường sống | I-HAB hậu cần và môi trường sống | I-HAB hậu cần và môi trường sống |  |  | Cổng kết nối                                 | Cổng kết nối                                 | Cổng kết nối                                 | Cổng kết nối                                 | Cổng kết nối                                 | Cổng kết nối                                 |  |  |                             |                             |                             |                             |                             |                             |  |  |  |  |
|  |  |  |  | Cổng kết nối             | Cổng kết nối             | Cổng kết nối             | Cổng kết nối             | Cổng kết nối             | Cổng kết nối             |  |  | I-HAB hậu cần và môi trường sống | I-HAB hậu cần và môi trường sống | I-HAB hậu cần và môi trường sống | I-HAB hậu cần và môi trường sống | I-HAB hậu cần và môi trường sống | I-HAB hậu cần và môi trường sống |  |  | Cổng kết nối                                 | Cổng kết nối                                 | Cổng kết nối                                 | Cổng kết nối                                 | Cổng kết nối                                 | Cổng kết nối                                 |  |  |                             |                             |                             |                             |                             |                             |  |  |  |  |
|  |  |  |  |                          |                          |                          |                          |                          |                          |  |  |                                  |                                  |                                  |                                  |                                  |                                  |  |  |                                              |                                              |                                              |                                              |                                              |                                              |  |  |                             |                             |                             |                             |                             |                             |  |  |  |  |
|  |  |  |  |                          |                          |                          |                          |                          |                          |  |  | Orion cổng kết nối               |                                  |                                  |                                  |                                  |                                  |  |  |                                              |                                              |                                              |                                              |                                              |                                              |  |  |                             |                             |                             |                             |                             |                             |  |  |  |  |

### Mô-đun chính thức
- Bộ phận Năng lượng và Lực đẩy (PPE), một mô-đun được phát triển tại Phòng thí nghiệm Sức đẩy Phản lực đã từng được triển khai trong Nhiệm vụ Điều hướng Tiểu hành tinh. Ban đầu, mô-đun sẽ chỉ là một con tàu vũ trụ được cấu tạo từ điện mặt trời robot, với khả năng hiệu suất cao, nó có thể lấy một tảng đá lớn từ một tiểu hành tinh và đưa nó lên quỹ đạo Mặt Trăng để nghiên cứu.[46] Khi hệ thống robot ARM bị hủy bỏ, động cơ đẩy của mô-đun đã được tái sử dụng cho trạm vũ trụ Gateway.[47][48] PPE sẽ cho phép được tiếp cận toàn bộ bề mặt của Mặt Trăng và hoạt động như là một thiết bị kéo không gian để thăm dò thiết bị.[31] Ngoài ra, nó cũng đóng vai trò như là một trung tâm chỉ huy và liên lạc của Gateway.[49][50] Mô-đun sẽ có khối lượng khoảng 8–9 tấn và có thể tạo ra năng lượng điện Mặt Trời lên đến 50kW cho động cơ ion của nó, PPE cũng có thể cung cấp được thêm lực đẩy hóa học.[20][51] Vào tháng 5 năm 2019, công ty Maxar Technologies đã được NASA ký kết hợp đồng để có thể sản xuất cho loại mô-đun này với một thỏa thuận là ngoài phải cung cấp cho trạm vũ trụ thì mô-đun này sẽ còn phải cung cấp thêm năng lượng điện cho cả xe vệ tinh sê-ri 1300 của Maxar. PPE sẽ sử dụng 6 kW từ bộ đẩy hiệu ứng Hall của Busek và bộ đẩy hiệu ứng Hall từ hệ thống đẩy điện tiên tiến (AEPS) của NASA.[27][28][29] Maxar sau đó đã được trao cho một hợp đồng với trị giá khoảng 375 triệu đô la Mỹ để chế tạo cho PPE. NASA cũng đang cung cấp cho PPE một hệ thống liên lạc băng tần S được sử dụng để bổ sung thêm liên kết vô tuyến với các phương tiện ở gần và bộ điều hợp cầu dẫn để có thể tiếp nhận mô-đun và sử dụng chúng trong tương lai.[52] NASA đã được trao thêm hợp đồng trị giá 331,8 triệu đô la Mỹ để phóng PPE bằng Falcon Heavy trên SpaceX vào tháng 11 năm 2024 với mô-đun HALO.[1][53]

- Tiền đồn Cư trú và Hậu cần (HALO),[54][55] hay còn được gọi là Mô-đun Môi trường sống Tối giản (MHM), trước đây được gọi là Mô-đun Tận dụng,[56] là một mô-đun được phát triển bởi công ty hệ thống Northrop Grumman (NGIS).[41][57] HALO sẽ ra mắt bởi một chiếc tên lửa Falcon Heavy vào tháng 11 năm 2024 cùng với chiếc mô-đun PPE.[53][41][58] HALO được thiết kế trực tiếp dựa trên một chiếc mô-đun tái tiếp tế hàng hóa tên là Cygnus, nằm ở bên ngoài mô-đun sẽ được bổ sung thêm các cổng kết nối theo lực hướng tâm, bộ tản nhiệt thì sẽ được gắn trên thân con tàu (BMR), ngoài ra con tàu cũng chứa các ắc quy và ăng-ten liên lạc. HALO dự kiến sẽ là một mô-đun cư trú thu nhỏ,[59] và nó sẽ có một bộ điều áp hữu dụng cung cấp đủ khả năng để chỉ huy, kiểm soát và xử lý các dữ liệu, lưu trữ năng lượng và phân phối điện, kiểm soát nhiệt độ, khả năng liên lạc và giám sát. Khi có hai trục trở lên đến hai cổng kết nối hướng tâm, khối lượng sắp xếp và hệ duy trì sự sống có thể bổ sung thêm cho con tàu vũ trụ Orion và hỗ trợ cho phi hành đoàn bốn người trong thời gian ít nhất 30 ngày.[57] Vào ngày 5 tháng 6 năm 2020, công ty Northrop Grumman đã được NASA trao hợp đồng trị giá 187 triệu đô la Mỹ để hoàn thành giai đoạn thiết kế sơ bộ cho HALO.[60] Đến ngày 9 tháng 7 năm 2021, NASA đã ký thêm một hợp đồng riêng với Northrop để có thể chế tạo HALO và kết hợp với mô-đun PPE, tổng trị giá lên đến 935 triệu đô la Mỹ.[1] Vào tháng 7 năm 2022, Northrop Grumman đã trao cho công ty Solstar một hợp đồng cung cấp về quyền truy cập Wi-Fi cho nhân viên và các thiết bị trong mô-đun.[61][62]

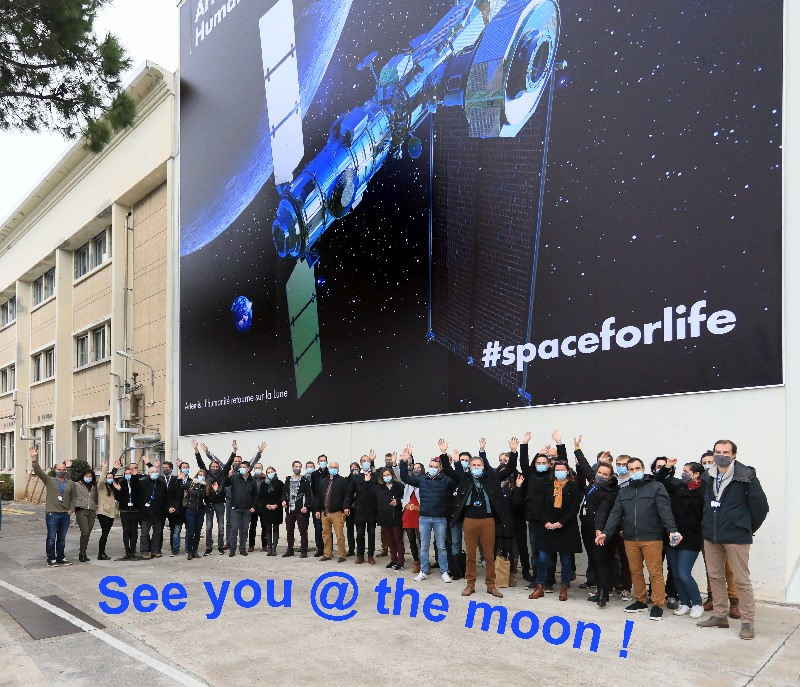
Đội ngũ sản xuất đứng trước một nhà máy của Thales Alenia tại Cannes, Pháp.

- Đội ngũ sản xuất đứng trước một nhà máy của Thales Alenia tại Cannes, Pháp. Hệ thống Châu Âu Cung cấp Tiếp nhiên liệu, Cơ sở hạ tầng và Viễn thông (gọi tắt là ESPRIT) là một dạng mô-đun dịch vụ có thể cung cấp thêm dung tích xenon và hydrazin, thiết bị liên lạc bổ sung và chốt gió cho các phần mềm khoa học.[2] Mô-đun có khối lượng khoảng 4.000 kg (8.800 lb) và chiều dài lên đến 3,91 m (12,8 ft).[63] Trước đây, ESA đã từng giao nhiệm vụ này thành hai bản thiết kế được nghiên cứu và chế tạo theo hai phần song song, một phần là do Airbus hợp tác với Comex và OHB đảm nhận và một phần là do chính Thales Alenia Space đảm nhận.[64][65] Việc xây dựng mô-đun đã được chính thức phê duyệt vào cuối tháng 11 năm 2019.[66][67] Cho đến ngày 14 tháng 10 năm 2020, công ty Thales Alenia Space thông báo rằng, họ đã được cơ quan ESA lựa chọn để chế tạo cho chiếc mô-đun ESPRIT và họ đã ký hợp đồng để thực hiện vào đầu năm 2021.[68][69] Công ty Thales sau đó đã được NASA trao cho một hợp đồng riêng để xây dựng thêm lớp bảo vệ cho thân tàu và các vi thiên thạch.[70] ESPRIT có cấu tạo bao gồm hai bộ phận: Bộ phận đầu tiên được gọi là Hệ thống Liên lạc Halo Lunar (HLCS), chúng sẽ cung cấp các thông tin liên lạc cho trạm Gateway. Được dự kiến sẽ ra mắt vào tháng 11 năm 2024 và được gắn cùng với mô-đun HALO. Bộ phận thứ hai được gọi là Mô-đun Tiếp Nhiên liệu ESPRIT (ERM), một mô-đun nhỏ có chứa các bình nhiên liệu được điều áp, những cánh cổng tiếp giáp và hành lang lưu trú nhỏ có cửa sổ. Mô-đun dự kiến sẽ ra mắt vào năm 2029.[68][69][71]

- Mô-đun Môi trường sống Quốc tế (I-HAB) là một mô-đun cư trú bổ sung được chế tạo bởi cơ quan ESA hợp tác với JAXA.[66] Khi được gắn với mô-đun HALO, con tàu có thể cung cấp thêm 125 m3 (4.400 ft khối) thể tích cư trú tại trạm sau năm 2024.[2] Vào ngày 14 tháng 10 năm 2020, công ty Thales Alenia Space đã được cơ quan ESA tiếp tục lựa chọn để chế tạo thêm mô-đun I-HAB với thời hạn hoàn thành là vào năm 2026. Mô-đun này cũng có sự đóng góp của nhiều đối tác cơ quan khác, bao gồm cả hệ thống hỗ trợ sự sống từ JAXA, hệ thống điện tử hàng không và phần mềm từ NASA và hệ thống người máy từ CSA.[68][69] Mô-đun này sau đó dự kiến sẽ ra mắt vào năm 2028 trong nhiệm vụ Artemis 4 dưới dạng trọng tải đồng biểu thị trên bục SLS Block 1B cùng với con tàu vũ trụ có người lái Orion.[71]

### Mô-đun đề xuất

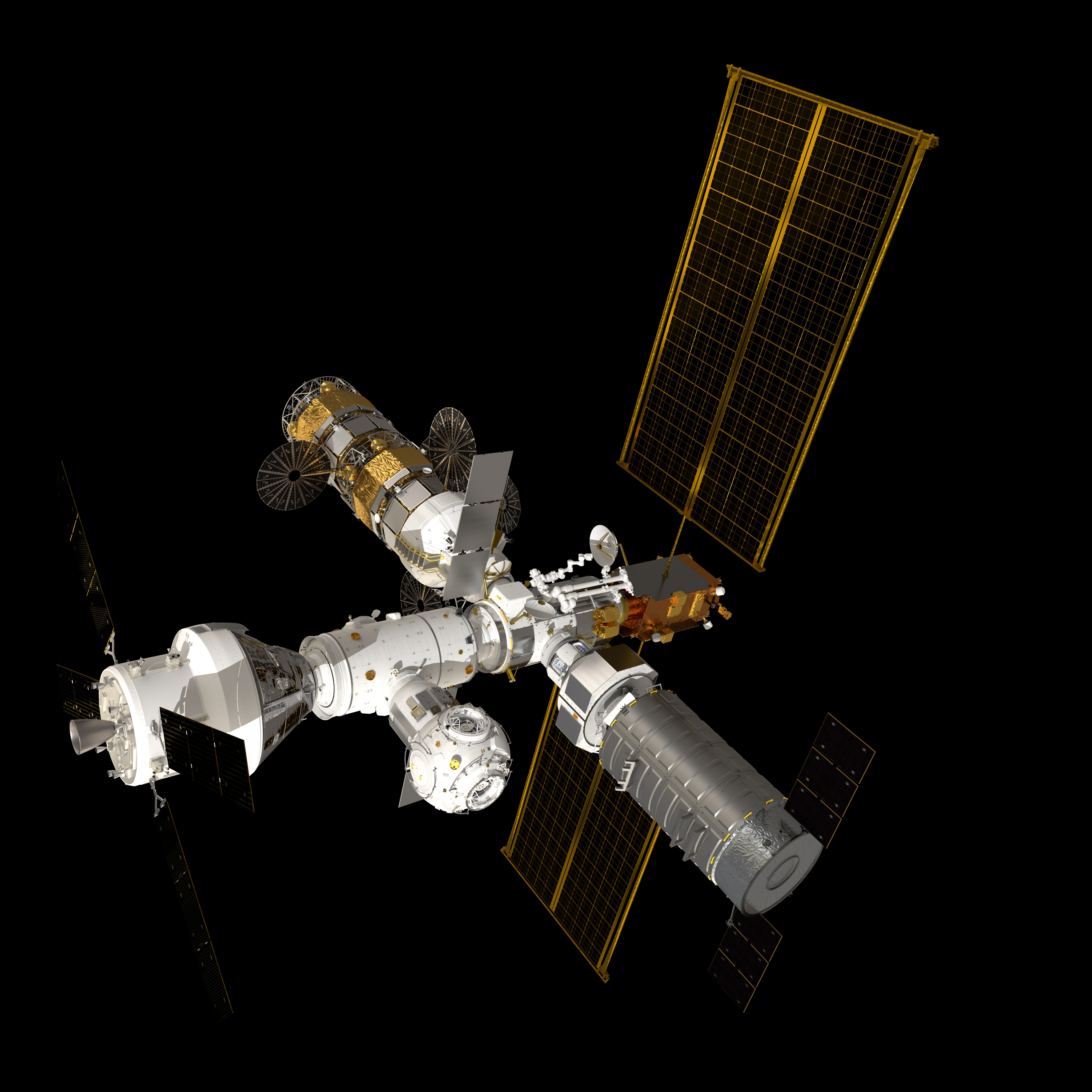
Bản minh họa về con tàu Lunar Gateway đang quay quanh Mặt Trăng với con tàu Orion MPCV được gắn ở bên trái.

Các khái niệm về Gateway vẫn còn đang ở trong giai đoạn phát triển và vẫn sẽ có các mô-đun khác được đề xuất:
- Mô-đun Hậu cần Gateway là một loạt các mô-đun được sử dụng để tiếp thêm nhiên liệu và cung cấp các dịch vụ hậu cần trên trạm vũ trụ. Những mô-đun hậu cần đầu tiên sẽ được gửi đến Gateway cũng như là sẽ đến cùng với một cánh tay rô-bốt do cơ quan CSA chế tạo.[73][74]

- Mô-đun Chốt gió Gateway là một mô-đun được sử dụng để thực hiện các hoạt động bên ngoài trạm vũ trụ và sẽ có cổng tiếp giáp cho Deep Space Transport.

- Canadarm3, một con tàu robot có chiều dài khoảng 8,5 m (28 ft) và có cánh tay được điều khiển từ xa. Với thiết kế tương đồng với Tàu con thoi Canadarm và Bộ phận ISS Canadarm2. Đây là một sự đóng góp của Cơ quan Vũ trụ Canada dành cho con tàu. CSA đã từng ký hợp đồng với MDA để xây dựng những con robot cánh tay này. Công ty con cũ của MDA, Spar Aerospace, đã chế tạo nên Canadaarm.[75][76][77][78]

## Lắp ghép
Các chuyến bay có phi hành đoàn sau này đến Gateway dự kiến sẽ phải sử dụng con tàu Orion hoặc SLS, trong khi các nhiệm vụ khác thì được thực hiện bởi nhiều nhà cung cấp cho dịch vụ phóng thương phẩm. Vào tháng 3 năm 2020, NASA và SpaceX đã công bố con tàu vũ trụ tương lai mang tên Dragon XL sẽ là đối tác thương mại đầu tiên trong dịch vụ hậu cần Gateway, con tàu sẽ cung cấp các nhu yếu phẩm cho trạm vũ trụ.

### Kế hoạch
Hai mô-đun đầu tiên là PPE và HALO dự kiến sẽ được phóng cùng một tên lửa Falcon Heavy vào tháng 11 năm 2024.
| Thời gian         | Giai đoạn | Nhiệm vụ                     | Phương tiện  | Loại bộ phận    |
| ----------------- | --- | ---------------------------- | ------------ | --------------- |
| Tháng 11 năm 2025 | Mô-đun Bộ phận Năng lượng và Lực đẩy (PPE) và Tiền đồn Cư trú và Hậu cần (HALO) sẽ được phóng lên không gian. | Trạm không gian mini Gateway | Falcon Heavy | Không người lái |
| Tháng 12 năm 2025 | Cung cấp thêm tàu Orion MPCV (có phi hành đoàn, để hạ cánh trên Mặt Trăng).                                   | Artemis 3                    | SLS Block 1  | Có người lái    |
| Tháng 9 năm 2028  | Bổ sung thêm mô-đun I-HAB.                                                                                    | Artemis 4                    | SLS Block 1B | Có người lái    |
| Tháng 9 năm 2029  | Bổ sung thêm mô-đun tiếp Nhiên liệu ESPRIT (ERM).                                                             | Artemis 5                    | SLS Block 1B | Có người lái    |
| Tháng 9 năm 2030  | Cung cấp thêm nhiều mô-đun hậu cần.                                                                           | Artemis 6                    | SLS Block 1B | Có người lái    |
| 2030              | Cung cấp thêm nhiều mô-đun chốt gió Gateway.                                                                  | Nhiệm vụ Artemis phụ         |              | Không người lái |
| Tháng 9 năm 2031  | Cung cấp thêm mô-đun hậu cần và nhiều con tàu Orion MPCV.                                                     | Artemis 7                    | SLS Block 1B | Có người lái    |

## Phản ứng
Một số nhà quan chức của NASA đã quảng bá Gateway giống như một "mô-đun chỉ huy có thể tái sử dụng" và còn có thể chỉ đạo các hoạt động trên bề mặt Mặt Trăng. Tuy nhiên, Gateway vẫn nhận được hầu hết các phản ứng tiêu cực từ nhiều chuyên gia không gian. Michael D. Griffin, cựu quản trị viên của NASA đã nói rằng, Gateway chỉ có thể hữu ích khi mà các cơ sở trên Mặt Trăng có thể sản xuất loại chất nổ đẩy có thể vận chuyển đến trạm vũ trụ. Sau khi đạt được thành tích đó, Gateway sẽ còn có thể đóng vai trò là một kho chứa nhiên liệu. Clive Neal, một nhà địa chất của trường Đại học Notre Dame và là một trong những người ủng hộ cho chương trình khám phá Mặt Trăng, đã chỉ trích Gateway là một công trình chỉ "lãng phí tiền bạc". Ngoài ra, ông cũng chỉ trích NASA đã không hoàn thành "chính sách không gian bằng cách xây dựng một trạm vũ trụ quỹ đạo quay quanh Mặt Trăng". Cựu quản trị viên của NASA là ông Doug Cooke cũng đã nói trong một bài báo trên The Hill rằng, "NASA có thể tăng tốc độ đáng kể , tối giản về chi phí và khả năng thành công của nhiệm vụ bằng cách trì hoãn cho dự án, ông khuyên nên tận dụng SLS và loại bỏ các hoạt động quan trọng của nhiệm vụ". Ông cũng khuyên NASA nên "khởi động các bộ phận của tàu đổ bộ trên SLS Block 1B. Nếu cần một yếu tố vận chuyển độc lập thì nó có thể được khởi chạy trên bệ phóng thương mại".
George Abbey, cựu giám đốc của trung tâm vũ trụ Johnson, cho biết: "Về bản chất, Gateway được xây dựng để trở thành một trạm vũ trụ có thể quay quanh một trạm vũ trụ tự nhiên khác, cụ thể là Mặt Trăng. Nếu nhân loại có cơ hội để quay trở lại Mặt Trăng thì chúng ta nên đến trực tiếp, chứ không phải là xây dựng một trạm vũ trụ để quay quanh nó".
Cựu phi hành gia của NASA, ông Terry W. Virts cũng là người đã từng là phi công của STS-130 trên Tàu con thoi Endeavour và là chỉ huy của trạm vũ trụ ISS trong chuyến thám hiểm Expedition 43. Ông đã trả lời trong một bài viết trên Ars Technica rằng Gateway sẽ chỉ làm "gông cùm cho hoạt động khám phá của con người và không nên kích hoạt nó". Ông nói thêm, "Nếu chúng tôi không có mục tiêu [của Gateway], thì chúng tôi không khác gì đang đặt con gà trước quả trứng bằng cách khởi động chương trình "Gemini" trước khi chúng tôi biết "Apollo" sẽ trông như thế nào. Terry chỉ trích thêm NASA vì đã loại bỏ trọng tâm của kế hoạch là tách phi hành đoàn khỏi phương tiện, được thực hiện sau thảm họa Tàu con thoi Columbia năm 2003. Phi hành gia của Apollo 11 là ông Buzz Aldrin đã phản đối hoàn toàn cho dự án Gateway và nói rằng, việc sử dụng Gateway để làm khu vực tổ chức cho các sứ mệnh của người máy hoặc con người lên bề mặt Mặt Trăng là hoàn toàn vô lý và ông cũng đặt câu hỏi về lợi ích của dự án. Nhưng ngược lại, Aldrin cũng bày tỏ sự ủng hộ đối với khái niệm Moon Direct của Robert Zubrin.
Triệu Ngọc Bội, phó giám đốc trung tâm Chương trình Không gian và Thám hiểm Mặt trăng của Cục Vũ trụ Quốc gia Trung Quốc (CNSA) đã kết luận rằng Gateway sẽ chỉ có hiệu quả "chi phí thấp". Ông cho biết rằng, thay vì xây dựng trạm vũ trụ thì kế hoạch của Trung Quốc sẽ chỉ hướng đến trạm nghiên cứu trên bề mặt. Vào tháng 7 năm 2019, Trung Quốc đã tổ chức một loạt các cuộc thảo luận với Nga và ESA về hợp tác quốc tế. Đến tháng 8 năm 2020, Trạm Nghiên cứu ILRS cùng với sự hợp tác từ Nga và thỏa thuận dự kiến từ cơ quan ESA đã được CNSA công bố.
Kiến trúc sư René Waclavicek, người đã từng tham gia thiết kế cho mô-đun I-HAB, đã bày tỏ mối lo ngại trong việc thiết kế một khu sinh hoạt thoải mái cho các phi hành gia khi đến thăm Gateway. Nếu phải làm như vậy thì kích thước của mô-đun phải thu nhỏ xuống 1,2 mét đường kính. Hơn nữa, toàn bộ 8 mét khối của I-HAB sẽ được thay thế bằng các thiết bị hỗ trợ sự sống, để lại một khoảng hành lang hẹp dài 1,5 mét khối cho không gian cá nhân được chia sẻ bởi bốn phi hành gia. Người sáng lập nên Hiệp hội Sao Hỏa Robert Zubrin đã chỉ trích Gateway chính là "kế hoạch tồi tệ nhất" của NASA. Ông khẳng định loài người không cần một chiếc trạm vũ trụ để đi đâu cả như cái cách mà họ không thể làm Trạm vũ trụ quốc tế quay quanh Trái Đất, chỉ có phơi bày các đối tượng con người để chiếu xạ như một hình thức nghiên cứu y học của một số bác sĩ Đức Quốc xã. Zubrin cũng khuyên NASA nên xây dựng căn cứ trên bề mặt Mặt Trăng nếu mục tiêu củ họ là xây dựng căn cứ trên đấy vì nó là nơi có khoa học, có vật liệu che chắn, và là nơi có thể tìm thấy các nguồn tài nguyên để tạo ra chất nổ đẩy và nhiều thứ hữu ích khác.
Kỹ sư vũ trụ ông Gerald Black đã khẳng định Gateway "không có vai trò gì trong việc hỗ trợ con người quay trở lại và căn cứ trên Mặt Trănh". Ông nói thêm rằng nó không nên sử dụng để làm kho nhiên liệu tên lửa vì nó chỉ có thể làm tốn kém thêm nhiên liệu. Nhà báo Mark Whittington cũng đã khẳng định rằng, "dự án quỹ đạo Mặt Trăng sẽ không giúp cho chúng ta có thể quay trở lại Mặt Trăng". Ngoài ra, Whittington cũng đã chỉ chương trình Apollo đã không sử dụng bất kỳ trạm vũ trụ nào trên đấy.
Nhà vật lý thiên văn Ethan Siegel đã nói rằng "Việc quay quanh Mặt Trăng để đại diện cho sự tiến bộ" là không đúng và ông khẳng định "lợi thế" duy nhất của khoa học nằm ở trong quỹ đạo của Mặt Trăng trái ngược gấp đôi với quỹ đạo tầm thấp của Trái Đất. Cuối cùng ông kết luận Gateway chỉ là "một cách tuyệt vời để tiêu tiền, chỉ có tác dụng thúc đẩy nền khoa học và nhân loại một cách tương đối không đáng kể".
Vào ngày 10 tháng 12 năm 2018, quản trị viên của NASA là ông Jim Bridenstine đã phản hồi tại một buổi thuyết trình. Trong đó, ông nhấn mạnh về sứ mệnh của các phi hành đoàn khi đi lên Mặt Trăng, đồng thời cũng phản bác lại là họ chỉ đang tuân theo Chỉ thị Chính sách Không gian. Ông cho rằng, Hoa Kỳ đã đến được Mặt Trăng vào năm 1969 và họ đã chiến thắng trong cuộc đua nên bây giờ là lúc để họ nên xây dựng một kiến trúc bền vững, có thể tái sử dụng. Ông khẳng định "'lần tới khi chúng ta lên Mặt Trăng, chúng ta sẽ có những đôi ủng cùng với lá cờ Mỹ trên vai và họ sẽ luôn sát cánh cùng với các đối tác quốc tế, những người chưa bao giờ đến Mặt Trăng trước đó". Vào ngày 30 tháng 3 năm 2020, Dan Hartman, người quản lý chương trình Gateway đã khẳng định về lợi ích của việc sử dụng Gateway là kéo dài thời gian để thực hiện nhiệm vụ và giảm thiểu rủi ro. Nó còn có thể hỗ trợ chức năng nghiên cứu và khả năng tái sử dụng các mô-đun đi trước.